# 월드 게임 스타
월드 게임 스타(World Game Star)는 대한민국의 발로란트, 오버워치 프로게임단이다. 이전에는 배틀그라운드, 에이펙스 레전드, 포트나이트 프로게임단을 운영했다.LOL은 인수를 추진중이며,미국,싱가포르,두바이진출을 준비중이다.

## 발로란트

### 연혁
- 2020년 6월 8일: The Start W 창단
- 2021년 2월 1일: World Game Star로 팀명 변경
- 2021년 7월 1일: WGS X-IT으로 팀명 변경
- 2023년: WGS X로 팀명 변경

### 소속 선수
- 감독:

| 이름 | 아이디 | 비고 |
| ---- | ------ | ---- |
|      |        |      |
|      |        |      |
|      |        |      |
|      |        |      |
|      |        |      |
|      |        |      |

### 주요 성적
- 2020 클랜 배틀 액트 2 #1 8강
- 2020 클랜 배틀 액트 2 #2 32강
- 2020 클랜 배틀 액트 2 #3 16강
- 2020 클랜 배틀 액트 2 #4 8강
- 2021 발로란트 챌린저스 코리아 스테이지 1 챌린저스 1 조 2위
- 2021 발로란트 챌린저스 코리아 스테이지 1 챌린저스 2 조 4위
- 2021 발로란트 챌린저스 코리아 스테이지 1 챌린저스 3 조 4위
- 2021 발로란트 챌린저스 코리아 스테이지 2 조 4위
- 2021 발로란트 챌린저스 코리아 스테이지 3 8강
- 2022 발로란트 챌린저스 코리아 스테이지 1 4위
- 2022 발로란트 챌린저스 코리아 스테이지 2 4위
- 2023 WCG 발로란트 챌린저스 코리아 스테이지 1 8위

## 오버워치

### 연혁
- 2017년 12월 6일 : 팀 LW 인수 및 WGS Red로 팀명 변경
- 2018년 : WGS ARMAMENT로 팀명 변경
- 2020년 1월 15일 : WGS Phoenix로 팀명 변경

### 소속 선수
- 감독 : 강래성
- 코치 : 박재형

| 이름   | 아이디  | 포지션 | 비고 |
| ------ | ------- | ------ | ---- |
| 송유빈 | Yoppin  | 공격   |      |
| 임선혁 | Vulture | 공격   |      |
| 전상영 | Hidden  | 공격   |      |
| 박찬형 | GR4CE   | 돌격   |      |
| 이승현 | RpEN    | 돌격   |      |
| 김재환 | Sley    | 지원   |      |
| 이도현 | LeGo    | 지원   |      |